# Dudgeonea lychnocyla
Dudgeonea lychnocyla is een vlinder uit de familie van de Dudgeoneidae. De wetenschappelijke naam van de soort is voor het eerst geldig gepubliceerd in 1945 door Turner.